# Neocentropogon
Neocentropogon es un género de peces de la familia Tetrarogidae, del orden Scorpaeniformes. Este género marino fue descrito científicamente en 1943 por kiyomatsu Matsubara.

## Especies
Especies reconocidas del género:
- Neocentropogon aeglefinus (M. C. W. Weber, 1913)
- Neocentropogon affinis (Lloyd, 1909)
- Neocentropogon japonicus Matsubara, 1943
- Neocentropogon mesedai Klausewitz, 1985
- Neocentropogon profundus (J. L. B. Smith, 1958)
- Neocentropogon trimaculatus W. L. Y. Chan, 1966